# 11107 Hakkoda
11107 Hakkoda este un asteroid din centura principală de asteroizi.

## Descriere
11107 Hakkoda este un asteroid din centura principală de asteroizi. A fost descoperit pe 25 octombrie 1995 la Ōizumi de Takao Kobayashi. El prezintă o orbită caracterizată de o semiaxă mare de 3,00 ua, o excentricitate de 0,11 și o înclinație de 9,6° în raport cu ecliptica.